# 根本說一切有部律
根本說一切有部律（梵語：Mūlasarvāstivāda Vinayapiṭaka），指根本說一切有部的律藏，與其他律藏相比，《根有部律》包含更為豐富的本生、譬喻、因緣故事。其梵本僅存一些斷片和部份完好經卷。漢譯本由義淨主持，於唐代譯出，但「毘奈耶事」有多處佚失，「毘奈耶上分」亦非全譯，現存譯本近二百卷。藏譯本由勝友（Jinamitra）主持，約8、9世紀譯出，較為完整，成為藏傳佛教唯一秉持的律藏。

## 結構
根本說一切有部的戒本，也就是波羅提木叉戒經，分為比丘和比丘尼，比丘為《根本說一切有部戒經》，比丘尼為《根本說一切有部苾蒭尼戒經》。屬於羯磨法的《根本說一切有部百一羯磨》，是從《根有律》二百餘卷中，集出「羯磨法」的相關條文別行。
根本說一切有部的律藏由以下各部分組成：
- 毘奈耶分別（Vinaya-vibhaṅga，又稱「經分別」，解釋波羅提木叉戒經，分為比丘和比丘尼）[4]

- 《根本說一切有部毘奈耶》，五十卷，義淨譯
- 《根本說一切有部苾芻尼毘奈耶》，二十卷，義淨譯

- 毘奈耶事（Vinaya-vastu，相當於律藏的「犍度」，包含「十七事」）[5]

- 「出家事」Pravrajyā-vastu，義淨譯為《根本說一切有部毘奈耶出家事》，五卷，現為四卷。
- 「布薩事」Poṣadha-vastu，漢譯缺。
- 「隨意事」Pravāraṇa-vastu，義淨譯為《根本說一切有部毘奈耶隨意事》，一卷。
- 「安居事」Varṣā-vastu，義淨譯為《根本說一切有部毘奈耶安居事》，一卷。
- 「皮革事」Carma-vastu，義淨譯為《根本說一切有部毘奈耶皮革事》，一卷。
- 「藥事」Bhaiṣajya-vastu，義淨譯為《根本說一切有部毘奈耶藥事》，二〇卷，現為一八卷。
- 「衣事」Cīvara-vastu，漢譯缺。
- 「羯恥那衣事」Kaṭhina-vastu，義淨譯為《根本說一切有部毘奈耶破僧事羯恥那衣事》，一卷。
- 「拘睒彌事」Kosambī-vastu，漢譯缺。
- 「羯磨事」Karma-vastu，漢譯缺。
- 「黃赤事」Paṇḍulohitaka-vastu，漢譯缺。
- 「補特伽羅事」Pudgala-vastu，漢譯缺。
- 「別住事」Parivāsika-vastu，漢譯缺。
- 「遮布薩事」Poṣadhasthāpana-vastu，漢譯缺。
- 「臥具事」Śayanāsana-vastu，漢譯缺。
- 「諍事」Adhikaraṇa-vastu，漢譯缺。
- 「破僧事」Saṃghabheda-vastu，義淨譯為《根本說一切有部毘奈耶破僧事》，二〇卷。

- 毘奈耶雜事（Vinaya-kṣudraka，上兩部中所未說及之雜事）[4]

- 《根本說一切有部毘奈耶雜事》，義淨譯
- 《根本說一切有部毘奈耶雜事攝頌》，義淨譯

- 毘奈耶上分（Vinayottaragrantha，又稱最勝教、無上教uttaragrantha，是律藏附屬，主要內容是對經分別、律十七事中的諸問題抉擇斷疑）[4]

- 《根本說一切有部尼陀那目得迦》，義淨譯
- 《根本說一切有部尼陀那目得迦攝頌》，義淨譯
- ……（根據《根本薩婆多部律攝》，在尼陀那Nidāna、目得迦Muktaka之後，依序是增一Ekottarikā、十六Ṣoḍaśaka、鄔波離問Upāliparipṛcchā、摩納毘迦Māṇavikā、毘尼得迦Vinītaka、本母Mātṛkā。這些內容未及譯出，義淨已先逝世。《十誦律》和僧伽跋摩所譯的《薩婆多部毘尼摩得勒伽》有這些內容的對應部分。）

## 相關著作

### 藏文
《律經》（梵：Vinayasūtra; 藏：འདུལ་བའི་མདོ，'dul ba'i mdo）共計二千七百頌，印度功德光律師（梵：Guṇaprabha; 藏：ཡོན་ཏན་འོད་，yon tan 'od, 約7世紀）造，功德光為來自摩偷羅根本說一切有部的聖者。《律經》總攝根本說一切有部律的要點，依「出離戒」廣釋一切應止、應行的學處，以犍度「十七事」與毘奈耶分別的「波羅提木叉戒經」為基礎，於每一事或每一戒之後，如雜事及上分有所補充，即依次抉擇。
在藏文大藏經中有功德光律師自造《律經注釋》（Svavyākhyānaabhidhāna-vinaya-sūtra-vṛtti），法友（Dharmamitra）造《律經大疏》（Vinayasūtraṭīka）、般若伽羅（Prajñākara）造《律經釋》（Vinayasūtravyākhyāna）等等。

### 漢文
勝友（Viśeṣamitra, 約7世紀）尊者集出《根本薩婆多部律攝》，為《根本說一切有部戒經》的釋論，義淨於久視元年（公元700年）譯出，一四卷。有藏譯本。
毘舍佉造有《根本說一切有部毘奈耶頌》，以偈頌陳述波羅底木叉戒本及毘奈耶十七事的要點，義淨於那爛陀寺遊學時譯出，後在景龍四年（公元710年）於大廌福寺翻經院重勘。

## 外部連結
- Discipline（律藏） - 84000 Reading Room （页面存档备份，存于）
- 夏壩仁波切：藏傳佛教律學文獻簡介 （页面存档备份，存于）